# Seznam poslancev sedemnajste italijanske legislature
Seznam poslancev sedemnajste italijanske legislature prikazuje imena poslancev Sedemnajste legislature Italijanske republike po splošnih volitvah leta 2013.

## Povzetek sestave
| Parlamentarne skupine                                               | Začetek | Konec legislature |
| ------------------------------------------------------------------- | ------- | ----------------- |
| Partito Democratico                                                 | 297     | 281               |
| Articolo 1 - Movimento Democratico e Progressista - Liberi e Uguali | 0       | 42                |
| Movimento 5 Stelle                                                  | 109     | 88                |
| Forza Italia                                                        | 97      | 56                |
| Alternativa Popolare -Centristi per l'Europa - Noi con l'Italia     | 0       | 23                |
| Civici e Innovatori - Energie per l'Italia                          | 0       | 14                |
| Sinistra Italiana - Possibile - Liberi e Uguali                     | 37      | 17                |
| Noi con l'Italia - Scelta Civica - MAIE                             | 47      | 15                |
| Lega Nord                                                           | 20      | 21                |
| Democrazia Solidale - Centro Democratico                            | 0       | 12                |
| Fratelli d'Italia                                                   | 9       | 12                |
| Gruppo Misto                                                        | 18      | 66                |
| • Alternativa Libera - Tutti insieme per l'Italia                   | 0       | 5                 |
| • Minoranze Linguistiche                                            | 5       | 6                 |
| • Direzione Italia                                                  | 0       | 10                |
| • IDeA-UDC                                                          | 0       | 6                 |
| • PSI - PLI - Indipendente                                          | 4       | 3                 |
| • Neodvisni poslanci                                                | 1       | 18                |
| Skupaj                                                              | 630     | 630               |

## Predsedstvo

#### Predsednik
- Laura Boldrini (Misto, prima SEL)

#### Podpredsedniki
- Marina Sereni (PD) (vicaria)
- Roberto Giachetti (PD)
- Luigi Di Maio (M5S)
- Simone Baldelli (FI)

#### Kvestorji
- Stefano Dambruoso (CI)
- Paolo Fontanelli (MDP)
- Gregorio Fontana (FI)

#### Sekretarji
- Anna Rossomando (PD)
- Anna Margherita Miotto (PD)
- Caterina Pes (PD)
- Valeria Valente (PD)
- Ferdinando Adornato (AP)
- Raffaello Vignali (AP)
- Riccardo Fraccaro (M5S)
- Claudia Mannino (M5S)
- Manfred Schullian (Misto-Min.Ling.)
- Davide Caparini (LN)
- Annalisa Pannarale (SI)
- Gianni Melilla (MDP)
- Edmondo Cirielli (FdI-AN)

### Vodje parlamentarnih skupin
- Roberto Speranza (do 15. aprila 2015), Ettore Rosato - Partito Democratico
- Roberta Lombardi (do 30. maja 2013), Riccardo Nuti (do 18. septembra 2013), Alessio Villarosa (do 18. decembra 2013), Federico D'Incà (do 1. aprila 2014), Giuseppe Brescia (do konca junija 2014), Paola Carinelli (do 4. septembra 2014), Andrea Cecconi (do 9. februarja 2015), Fabiana Dadone (do 11. maja 2015), Francesca Businarolo (do 5. avgusta 2015), Giorgio Sorial - Movimento 5 Stelle
- Renato Brunetta - Forza Italia
- Francesco Laforgia - Art. 1 - MDP
- Enrico Costa (do 1. marca 2014), Nunzia De Girolamo (do aprila 2015) Maurizio Lupi - Nuovo Centrodestra
- Lorenzo Dellai (do 9. decembra 2013), Andrea Romano (do 4. junija 2014) - Scelta Civica
- Lorenzo Dellai - Per l'Italia
- Gennaro Migliore (do 17. junija 2014), Nicola Fratoianni (do 10. julija 2014), Arturo Scotto - Sinistra Ecologia Libertà (do 17. junija 2014)
- Giancarlo Giorgetti - Lega Nord e Autonomie
- Giorgia Meloni (do 23. junija 2014), Fabio Rampelli - Fratelli d'Italia
- Pino Pisicchio - Gruppo Misto

### Parlamentarni odbori
- Commissione Affari Costituzionali: Francesco Paolo Sisto (FI),
- Commissione Giustizia: Donatella Ferranti (PD),
- Commissione Affari Esteri: Fabrizio Cicchitto (NCD),
- Commissione Difesa: Elio Vito (FI),
- Commissione Bilancio, Tesoro e programmazione: Francesco Boccia (PD),
- Commissione Finanze: Daniele Capezzone (FI),
- Commissione Cultura, Scienza e istruzione: Giancarlo Galan (FI) (do 21. julija 2015, zatem Flavia Piccoli Nardelli)
- Commissione Ambiente, Territorio e lavori pubblici: Ermete Realacci (PD),
- Commissione Trasporti, Poste e telecomunicazioni: Michele Meta (PD),
- Commissione Attività produttive: Guglielmo Epifani (MDP),
- Commissione Lavoro: Cesare Damiano (PD),
- Commissione Affari sociali: Pierpaolo Vargiu (SC),
- Commissione Agricoltura: Luca Sani (PD),
- Commissione Politiche dell'Unione Europea: Michele Bordo (PD).

## Parlamentarne skupine

### Fratelli d'Italia

#### Predsednik
- Fabio Rampelli

#### Blagajnik
- Pasquale Maietta

#### Člani
- Edmondo Cirielli
- Daniela Garnero Santanchè
- Ignazio La Russa
- Giorgia Meloni
- Bruno Murgia
- Gaetano Nastri
- Giovanna Petrenga
- Walter Rizzetto
- Marcello Taglialatela
- Achille Totaro

### Alternativa Popolare-Centristi per l'Europa

#### Predsednik
- Maurizio Lupi (AP)

#### Podpredsednik
- Dorina Bianchi (AP)
- Sergio Pizzolante (AP)

#### Člani del Comitato Direttivo
- Antonino Bosco (AP)
- Paolo Tancredi (AP)

#### Člani
- Ferdinando Adornato (CpE)
- Angelino Alfano (AP)
- Gioacchino Alfano (AP)
- Paolo Alli (AP)
- Raffaele Calabrò (AP)
- Luigi Casero (AP)
- Giuseppe Castiglione (AP)
- Fabrizio Cicchitto (AP)
- Giampiero D'Alia (CpE)
- Vincenzo Garofalo (AP)
- Giorgio Lainati (AP)
- Beatrice Lorenzin (AP)
- Antonio Marotta (AP)
- Dore Misuraca (AP)
- Giovanni Mottola (AP)
- Filippo Piccone (AP)
- Rosanna Scopelliti (AP)
- Raffaello Vignali (AP)

### Forza Italia-Il Popolo della Libertà - Berlusconi presidente

#### Predsednik
- Renato Brunetta

#### Podpredsednik vicario
- Mariastella Gelmini

#### Blagajnik
- Pietro Laffranco

#### Člani
- Antonio Angelucci
- Bruno Archi
- Simone Baldelli
- Deborah Bergamini
- Michaela Biancofiore
- Sandro Biasotti
- Michela Vittoria Brambilla
- Annagrazia Calabria
- Roberto Caon
- Maria Rosaria Carfagna
- Francesco Catanoso Genoese detto Basilio Catanoso
- Andrea Causin
- Elena Centemero
- Luigi Cesaro
- Rocco Crimi
- Nunzia De Girolamo
- Fabrizio Di Stefano
- Gregorio Fontana
- Giancarlo Galan
- Riccardo Gallo
- Francantonio Genovese
- Sestino Giacomoni
- Gabriella Giammanco
- Alberto Giorgetti
- Maria Tindara Gullo
- Amedeo Laboccetta
- Vincenza Labriola
- Piero Longo
- Marco Martinelli
- Antonio Martino
- Lorena Milanato
- Antonino Minardo
- Fucsia Nissoli
- Rocco Palese
- Antonio Palmieri
- Elio Massimo Palmizio
- Catia Polidori
- Renata Polverini
- Stefania Prestigiacomo
- Laura Ravetto
- Giuseppe Romele
- Gianfranco Rotondi
- Paolo Russo
- Gianfranco Sammarco
- Jole Santelli
- Carlo Sarro
- Elvira Savino
- Sandra Savino
- Francesco Paolo Sisto
- Luca Squeri
- Valentino Valentini
- Paolo Vella
- Elio Vito

### Lega Norde Autonomie

#### Predsednik
- Massimiliano Fedriga

#### Podpredsednik
- Nicola Molteni
- Gianluca Pini

#### Blagajnik
- Roberto Simonetti

#### Člani
- Stefano Allasia
- Trifone Altieri
- Angelo Attaguile
- Stefano Borghesi
- Umberto Bossi
- Filippo Busin
- Davide Caparini
- Giuseppina Castiello
- Giancarlo Giorgetti
- Paolo Grimoldi
- Guido Guidesi
- Cristian Invernizzi
- Carmelo Lo Monte
- Alessandro Pagano
- Guglielmo Picchi
- Marco Rondini
- Barbara Saltamartini

### Movimento 5 Stelle

#### Predsednik
- Andrea Colletti

#### Podpredsednik vicario-portavoce
- Giuseppe Brescia

#### Podpredsedniki
- Paola Carinelli
- Giuseppe D'Ambrosio (Delegato d'Aula)
- Dalila Nesci (Delegato d'Aula)

#### Tajnik
- Azzurra Pia Maria Cancelleri

#### Blagajnik
- Arianna Spessotto

#### Člani
- Donatella Agostinelli
- Dino Alberti
- Massimo Enrico Baroni
- Tatiana Basilio
- Sergio Battelli
- Silvia Benedetti
- Massimiliano Bernini
- Paolo Bernini
- Nicola Bianchi
- Alfonso Bonafede
- Giuseppe Brescia
- Marco Brugnerotto
- Francesca Businarolo
- Mirko Busto
- Francesco Cariello
- Vincenzo Caso
- Laura Castelli
- Andrea Cecconi
- Silvia Chimienti
- Tiziana Ciprini
- Vega Colonnese
- Claudio Cominardi
- Emanuela Corda
- Emanuele Cozzolino
- Davide Crippa
- Federico D'Incà
- Fabiana Dadone
- Federica Daga
- Matteo Dall'Osso
- Marco Da Villa
- Daniele Del Grosso
- Ivan Della Valle
- Michele Dell'Orco
- Diego De Lorenzis
- Massimo De Rosa
- Alessandro Di Battista
- Chiara Di Benedetto
- Federica Dieni
- Luigi Di Maio
- Manlio Di Stefano
- Francesco D'Uva
- Mattia Fantinati
- Vittorio Ferraresi
- Roberto Fico
- Riccardo Fraccaro
- Luca Frusone
- Chiara Gagnarli
- Filippo Gallinella
- Luigi Gallo
- Silvia Giordano
- Marta Grande
- Giulia Grillo
- Giuseppe L'Abbate
- Mirella Liuzzi
- Roberta Lombardi
- Marialucia Lorefice
- Loredana Lupo
- Matteo Mantero
- Maria Marzana
- Salvatore Micillo
- Paolo Parentela
- Daniele Pesco
- Cosimo Petraroli
- Girolamo Pisano
- Gianluca Rizzo
- Paolo Nicolò Romano
- Carla Ruocco
- Giulia Sarti
- Emanuele Scagliusi
- Carlo Sibilia
- Giorgio Sorial
- Maria Edera Spadoni
- Patrizia Terzoni
- Angelo Tofalo
- Danilo Toninelli
- Davide Tripiedi
- Gianluca Vacca
- Simone Valente
- Andrea Vallascas
- Stefano Vignaroli
- Alberto Zolezzi

### Articolo 1 - Movimento Democratico e Progressista-Liberi e Uguali

#### Predsednik
- Francesco Laforgia

#### Podpredsednik Vicario
- Francesco Ferrara

#### Blagajnik
- Danilo Leva

#### Člani
- Roberta Agostini
- Tea Albini
- Pier Luigi Bersani
- Franco Bordo
- Luisa Bossa
- Angelo Capodicasa
- Eleonora Cimbro
- Alfredo D'Attorre
- Donatella Duranti
- Ettore Guglielmo Epifani
- Claudio Fava
- Vincenzo Folino
- Paolo Fontanelli
- Aniello Formisano
- Filippo Fossati
- Carlo Galli
- Florian Kronbichler (Verdi del Sudtirolo)
- Luigi Lacquaniti
- Toni Matarrelli
- Generoso Melilla
- Michele Mognato
- Delia Murer
- Marisa Nicchi
- Giorgio Piccolo
- Michele Piras
- Stefano Quaranta
- Michele Ragosta
- Lara Ricciatti
- Michela Rostan
- Arcangelo Sannicandro
- Arturo Scotto
- Elisa Simoni
- Roberto Speranza
- Nicola Stumpo
- Adriano Zaccagnini
- Giuseppe Zappulla
- Filiberto Zaratti
- Davide Zoggia

### Partito Democratico

#### Predsednik
- Ettore Rosato

#### Podpredsednik Vicario
- Paola De Micheli (Delegato d'Aula)

#### Vicepresidenti
- Antonello Giacomelli
- Gero Grassi
- Andrea Martella
- Silvia Velo

#### Segretari
- Teresa Bellanova
- Andrea De Maria (Delegato d'Aula)
- Silvia Fregolent
- Laura Garavini
- Barbara Pollastrini
- Ettore Rosato (Delegato d'Aula) (do 16. junija 2015)

#### Blagajnik
- Matteo Mauri

#### Člani
- Luciano Agostini
- Ferdinando Aiello
- Luisella Albanella
- Maria Amato
- Vincenzo Amendola
- Sesa Amici
- Sofia Amoddio
- Maria Antezza
- Michele Anzaldi
- Ileana Argentin
- Tiziano Arlotti
- Anna Ascani
- Sebastiano Barbanti
- Pier Paolo Baretta
- Cristina Bargero
- Davide Baruffi
- Lorenzo Basso
- Demetrio Battaglia
- Alfredo Bazoli
- Gianluca Benamati
- Paolo Beni
- Marina Berlinghieri
- Maurizio Bernardo
- Giuseppe Berretta
- Mariastella Bianchi
- Matteo Biffoni
- Rosy Bindi
- Caterina Bini
- Franca Biondelli
- Tamara Blažina
- Luigi Bobba
- Sergio Boccadutri
- Gianpiero Bocci
- Francesco Boccia
- Antonio Boccuzzi
- Paolo Bolognesi
- Lorenza Bonaccorsi
- Fulvio Bonavitacola
- Francesco Bonifazi
- Francesca Bonomo
- Michele Bordo
- Enrico Borghi
- Ilaria Carla Anna Borletti Dell'Acqua Buitoni
- Maria Elena Boschi
- Chiara Braga
- Paola Bragantini
- Giorgio Brandolin
- Alessandro Bratti
- Massimo Bray
- Gianclaudio Bressa
- Vincenza Bruno Bossio
- Giovanni Burtone
- Vanessa Camani
- Micaela Campana
- Emanuele Cani
- Salvatore Capone
- Sabrina Capozzolo
- Ernesto Carbone
- Daniela Cardinale
- Renzo Carella
- Anna Maria Carloni
- Elena Carnevali
- Mara Carocci
- Marco Carra
- Piergiorgio Carrescia
- Maria Chiara Carrozza
- Ezio Casati
- Floriana Casellato
- Franco Cassano
- Antonio Castricone
- Marco Causi
- Susanna Cenni
- Bruno Censore
- Khalid Chaouki
- Eleonora Cimbro
- Laura Coccia
- Matteo Colaninno
- Miriam Cominelli
- Paolo Coppola
- Maria Coscia
- Paolo Cova
- Stefania Covello
- Filippo Crimì
- Diego Crivellari
- Magda Culotta
- Giovanni Cuperlo
- Tommaso Currò
- Luigi Dallai
- Gian Pietro Dal Moro
- Cesare Damiano
- Vincenzo D'Arienzo
- Antonio Decaro
- Umberto Del Basso De Caro
- Carlo Dell'Aringa
- Lello Di Gioia
- Marco Di Lello
- Roger De Menech
- Marco Di Maio
- Titti Di Salvo
- Vittoria D'Incecco
- Marco Donati
- Umberto D'Ottavio
- David Ermini
- Marilena Fabbri
- Luigi Famiglietti
- Edoardo Fanucci
- Davide Faraone
- Gianni Farina
- Marco Fedi
- Donatella Ferranti
- Alan Ferrari
- Andrea Ferro
- Emanuele Fiano
- Massimo Fiorio
- Giuseppe Fioroni
- Cinzia Maria Fontana
- Filippo Fossati
- Gian Mario Fragomeli
- Dario Franceschini
- Maria Chiara Gadda
- Gian Paolo Galli
- Guido Galperti
- Paolo Gandolfi
- Francesco Saverio Garofani
- Daniela Matilde Maria Gasparini
- Federico Gelli
- Paolo Gentiloni Silveri
- Manuela Ghizzoni
- Roberto Giachetti
- Anna Giacobbe
- Federico Ginato
- Dario Ginefra
- Tommaso Ginoble
- Andrea Giorgis
- Fabrizia Giuliani
- Giampiero Giulietti
- Marialuisa Gnecchi
- Sandro Gozi
- Maria Gaetana Greco
- Chiara Gribaudo
- Giuseppe Guerini
- Lorenzo Guerini
- Mauro Guerra
- Itzhak Yoram Gutgeld
- Maria Iacono
- Tino Iannuzzi
- Leonardo Impegno
- Antonella Incerti
- Vanna Iori
- Francesca La Marca
- Enzo Lattuca
- Fabio Lavagno
- Giuseppe Lauricella
- Giovanni Legnini
- Donata Lenzi
- Marta Leonori
- Enrico Letta
- Gianfranco Librandi
- Emanuele Lodolini
- Alberto Losacco
- Luca Lotti
- Maria Anna Madia
- Patrizia Maestri
- Ernesto Magorno
- Gianna Malisani
- Simona Malpezzi
- Andrea Manciulli
- Massimiliano Manfredi
- Irene Manzi
- Daniele Marantelli
- Marco Marchetti
- Maino Marchi
- Raffaella Mariani
- Elisa Mariano
- Siro Marrocu
- Umberto Marroni
- Pierdomenico Martino
- Davide Mattiello
- Alessandro Mazzoli
- Fabio Melilli
- Marco Meloni
- Michele Pompeo Meta
- Marco Miccoli
- Gennaro Migliore
- Emiliano Minnucci
- Anna Margherita Miotto
- Antonio Misiani
- Federica Mogherini
- Francesco Monaco
- Colomba Mongiello
- Daniele Montroni
- Alessia Morani
- Roberto Morassut
- Sara Moretto
- Antonino Moscatt
- Romina Mura
- Alessandro Naccarato
- Flavia Piccoli Nardelli
- Martina Nardi
- Giulia Narduolo
- Michele Nicoletti
- Nicodemo Nazzareno Oliverio
- Matteo Orfini
- Andrea Orlando
- Alberto Pagani
- Giovanni Palladino
- Giovanna Palma
- Valentina Paris
- Dario Parrini
- Edoardo Patriarca
- Michele Pelillo
- Vinicio Giuseppe Guido Peluffo
- Caterina Pes
- Emma Petitti
- Paolo Petrini
- Ileana Cathia Piazzoni
- Teresa Piccione
- Salvatore Piccolo
- Nazzareno Pilozzi
- Giuditta Pini
- Paola Pinna
- Fabio Porta
- Ernesto Preziosi
- Francesco Prina
- Lia Quartapelle
- Fausto Raciti
- Roberto Rampi
- Ermete Realacci
- Francesco Ribaudo
- Matteo Richetti
- Andrea Rigoni
- Maria Grazia Rocchi
- Giuseppe Romanini
- Andrea Romano
- Paolo Rossi
- Anna Rossomando
- Alessia Rotta
- Gessica Rostellato
- Simonetta Rubinato
- Angelo Rughetti
- Giovanni Sanga
- Luca Sani
- Francesco Sanna
- Giovanna Sanna
- Daniela Sbrollini
- Ivan Scalfarotto
- Gian Piero Scanu
- Chiara Scuvera
- Angelo Senaldi
- Marina Sereni
- Camilla Sgambato
- Alessio Tacconi
- Luigi Taranto
- Mino Taricco
- Assunta Tartaglione
- Veronica Tentori
- Alessandra Terrosi
- Marietta Tidei
- Irene Tinagli
- Mario Tullo
- Valeria Valente
- Simone Valiante
- Franco Vazio
- Laura Venittelli
- Liliana Ventricelli
- Walter Verini
- Rosa Maria Villecco Calipari
- Sandra Zampa
- Alessandro Zan
- Giorgio Zanin
- Diego Zardini

##### Moderati
- Giacomo Antonio Portas

### Democrazia Solidale-Centro Democratico

#### Predsednik
- Lorenzo Dellai

#### Sekretar zbornice
- Domenico Rossi

#### Blagajnik
- Mario Caruso

#### Člani
- Roberto Capelli
- Mario Catania
- Federico Fauttilli
- Gian Luigi Gigli
- Mario Marazziti
- Gaetano Piepoli
- Milena Santerini
- Mario Sberna
- Bruno Tabacci

### Civici e Innovatori

#### Predsednik
- Giovanni Monchiero

#### Podpredsednik vicario
- Antimo Cesaro (Delegato d'Aula)

#### Podpredsednik
- Bruno Molea (Delegato d'Aula)

#### Blagajnik
- Giovanni Palladino

#### Člani
- Alberto Bombassei
- Ilaria Capua
- Ivan Catalano
- Stefano Dambruoso
- Adriana Galgano
- Andrea Mazziotti di Celso
- Mara Mucci
- Roberta Oliaro
- Paolo Vitelli
- Stefano Quintarelli
- Dino Secco
- Guglielmo Vaccaro

### Scelta Civica-ALA-MAIE

#### Predsednik
- Francesco Saverio Romano

#### Blagajnik
- Giuseppe Galati

#### Člani
- Ignazio Abrignani
- Ernesto Auci
- Mario Borghese (MAIE)
- Angelo Antonio D'Agostino
- Luca D'Alessandro
- Monica Faenzi
- Marco Marcolin
- Ricardo Antonio Merlo (MAIE)
- Massimo Parisi
- Mariano Rabino
- Giulio Cesare Sottanelli
- Valentina Vezzali
- Enrico Zanetti

### Sinistra Italiana-Possibile-Liberi e Uguali

#### Predsednik
- Giulio Marcon (SI)

#### Podpredsednik
- Serena Pellegrino (SI)

#### Blagajnik
- Giovanni Paglia (SI)

#### Člani
- Giorgio Airaudo (SI)
- Celeste Costantino (SI)
- Daniele Farina (SI)
- Stefano Fassina (SI)
- Nicola Fratoianni (SI)
- Monica Gregori (SI)
- Erasmo Palazzotto (SI)
- Annalisa Pannarale (SI)
- Antonio Placido (SI)
- Beatrice Brignone (PO)
- Giuseppe Civati (PO)
- Andrea Maestri (PO)
- Luca Pastorino (PO)

### Misto

#### Predsednik
- Pino Pisicchio (indipendente)

#### Podpredsednik
- Daniel Alfreider (SVP)
- Massimo Artini (Alternativa Libera)

#### Blagajnik
- Oreste Pastorelli (PSI)

#### Componenti Politiche

##### IDeA-UDC
- Paola Binetti
- Rocco Buttiglione
- Angelo Cera
- Giuseppe De Mita
- Vincenzo Piso
- Eugenia Roccella

##### Minoranze linguistiche
- Renate Gebhard (SVP)
- Albrecht Plangger (SVP)
- Manfred Schullian (SVP)
- Rudi Franco Marguerettaz (Stella Alpina)
- Mauro Ottobre (Partito Autonomista Trentino Tirolese)

##### Fare!
- Matteo Bragantini
- Enrico Costa
- Emanuele Prataviera

##### Alternativa Libera
- Marco Baldassarre
- Eleonora Bechis
- Samuele Segoni
- Tancredi Turco

##### Direzione Italia
- Daniele Capezzone
- Gianfranco Giovanni Chiarelli
- Nicola Ciracì
- Massimo Enrico Corsaro
- Antonio Distaso
- Benedetto Francesco Fucci
- Cosimo Latronico
- Roberto Marti
- Salvatore Matarrese
- Pierpaolo Vargiu (Riformatori Sardi)

##### Partito Socialista Italiano-PLI
- Pia Elda Locatelli (PSI)
- Michela Marzano

##### Neodvisni poslanci
- Maurizio Bianconi
- Laura Boldrini - Predsednik poslanske zbornice
- Franco Bruno
- Renata Bueno
- Giulia Di Vita
- Alessandro Furnari
- Cristian Iannuzzi
- Claudia Mannino
- Edoardo Nesi
- Riccardo Nuti
- Mauro Pili
- Aris Prodani
- Andrea Vecchio

## Spremembe

### Spremembe v sestavi Zbornice
- 15. marca 2013 poslanec Matteo Salvini (LN) preneha s parlamentarnim mandatom, odloči se za funkcijo evropskega poslanca. Zamenja ga Marco Rondini.
- 9. aprila 2013 poslanec Roberto Cota (LN) preneha s parlamentarnim mandatom, odloči se za funkcijo predsednika Regione Piemonte. Zamenja ga Stefano Allasia.
- 16. aprila 2013 poslanec Massimiliano Smeriglio (SEL) preneha s parlamentarnim mandatom, odloči se za funkcijo podpredsednika Regione Lazio. Zamenja ga Filiberto Zaratti.
- 16. aprila 2013 poslanec Nichi Vendola (SEL) preneha s parlamentarnim mandatom, odloči se za funkcijo predsednika Giunta regionale della Puglia. Zamenja ga Arcangelo Sannicandro.
- 4. junija 2013 poslanec Gianni Fava (LN) preneha s parlamentarnim mandatom, odloči se za funkcijo odbornika. Zamenja ga Andrea Angelo Gibelli.
- 5. junija 2013 poslanec Andrea Gibelli (LN) preneha s parlamentarnim mandatom, odloči se za funkcijo generalnega sekretarja regije Lombardia. Zamenja ga Guido Guidesi.
- 8. avgusta 2013 poslanka Marta Leonori (PD) preneha s parlamentarnim mandatom, odloči se za funkcijo odbornika. Zamenja jo Marco Di Stefano.
- 7. maja 2014 poslanec Dario Nardella (PD) preneha s parlamentarnim mandatom, odloči se za funkcijo župana Firenze. Zamenja ga Tea Albini.
- 25. junija 2014 poslanci Simona Bonafè (PD), Gianluca Buonanno (LN), Lorenzo Cesa (UDC), Salvatore Cicu (FI), Raffaele Fitto (FI), Enrico Gasbarra (PD), Cécile Kyenge (PD), Alessandra Moretti (PD), Alessia Mosca (PD), Massimo Paolucci (PD) in Pina Picierno (PD) prenehajo s parlamentarnim mandatom,in se odločijo za funkcijo evropskega poslanca. Mandate prevzamejo Paolo Rossi, Roberto Simonetti, Roberto Occhiuto, Settimo Nizzi, Nicola Ciracì, Emiliano Minnucci, Giuseppe Romanini, Vanessa Camani, Francesco Prina, Anna Maria Carloni in Camilla Sgambato.
- 9. julija 2014 poslanec Matteo Biffoni (PD) preneha s parlamentarnim mandatom,odloči se za funkcijo župana Prato. Zamenja ga Lorenzo Becattini.
- 9. julija 2014 poslanec Antonio Decaro (PD) preneha s parlamentarnim mandatom, odloči se za funkcijo župana Bari. Zamenja ga Federico Massa.
- 26. septembra 2014 poslanci Renato Balduzzi (SC), Giovanni Legnini (PD) in Antonio Leone (NCD) prenehajo s parlamentarnim mandatom, odločijo se za funkcijo v Consiglio Superiore della Magistratura. Mandate prevzamejo Giovanni Falcone, Giovanni Lolli in Trifone Altieri.
- 7. oktobra 2014 poslanec Giovanni Lolli (PD) preneha s parlamentarnim mandatom, odloči se za funkcijo odbornika. Zamenja ga Gianluca Fusilli.
- 30. oktobra 2014 poslanka Federica Mogherini (PD) preneha s parlamentarnim mandatom, odloči se za funkcijo podpredsednika in predstavnika Evropske unije za zunanje zadeve in varnostno politiko. Zamenja jo Marco Bergonzi.
- 12. januarja 2015 poslanka Emma Petitti (PD) preneha s parlamentarnim mandatom, odloči se za funkcijo odbornika. Zamenja jo Paola Boldrini.
- 18. marca 2015 poslanec Massimo Bray (PD) po odstopu preneha s parlamentarnim mandatom. Zamenja ga Ludovico Vico.
- 1. julija 2015 poslanec Lapo Pistelli (PD) po odstopu preneha s parlamentarnim mandatom. Zamenja ga Andrea Maestri.
- 23. julija 2015 poslanec Enrico Letta (PD) po odstopu preneha s parlamentarnim mandatom. Zamenja ga Beatrice Brignone.
- 23. julija 2015 poslanec Luciano Cimmino (Scelta civica) po odstopu preneha s parlamentarnim mandatom. Zamenja ga Giovanni Palladino.
- 29. julija 2015 poslanec Fulvio Bonavitacola (PD) preneha s parlamentarnim mandatom, odloči se za funkcijo podpredsednika Giunta regionale della Campania. Zamenja ga Antonio Cuomo.
- 17. septembra 2015 poslanec Paolo Vitelli (Scelta civica) po odstopu preneha s parlamentarnim mandatom. Zamenja ga Maurizio Baradello.
- 27. aprila 2016 poslanec Giancarlo Galan (FI) preneha s parlamentarnim mandatom. Zamenja ga Dino Secco.
- 7. julija 2016 poslanec Settimo Nizzi (FI) preneha s parlamentarnim mandatom, odloči se za funkcijo župana Olbia. Zamenja ga Bruno Murgia (FdI).
- 28. septembra 2016 poslanka Ilaria Capua (Scelta civica) po odstopu preneha s parlamentarnim mandatom. Zamenja jo Domenico Menorello.
- 9. maja 2017 poslanec Maurizio Baradello (Scelta civica) umre med parlamentarnim mandatom. Zamenja ga Ernesto Auci.
- 28. junija 2017 poslanec Raffaele Calabrò (Alternativa Popolare) po odstopu preneha s parlamentarnim mandatom. Zamenja ga Amedeo Laboccetta (FI).

### Spremembe v sestavi skupin

#### Forza Italia-Il Popolo della Libertà - Berlusconi presidente
- 2. oktobra 2013 poslanec Mauro Pili zapusti skupino, da se pridruži gruppo Misto.
- 18. novembra 2013 poslanci Angelino Alfano, Gioacchino Alfano, Paolo Alli, Maurizio Bernardo, Dorina Bianchi, Antonino Bosco, Raffaele Calabrò, Luigi Casero, Giuseppe Castiglione, Fabrizio Cicchitto, Enrico Costa, Nunzia De Girolamo, Alberto Giorgetti, Vincenzo Garofalo, Antonio Leone, Beatrice Lorenzin, Maurizio Lupi, Dore Misuraca, Antonino Minardo, Alessandro Pagano, Filippo Piccone, Vincenzo Piso, Sergio Pizzolante, Eugenia Roccella, Barbara Saltamartini, Gianfranco Sammarco, Rosanna Scopelliti, Paolo Tancredi in Raffaello Vignali zapustijo skupino, da se pridružijo Nuovo Centrodestra.
- 19. novembra 2013 skupina "Il Popolo della Libertà - Berlusconi Presidente" prevzame ime "Forza Italia - Il Popolo della Libertà - Berlusconi Presidente".
- 14. marca 2014 se pridruži skupini poslanec Alberto Giorgetti, prej član skupine Nuovo Centrodestra.
- 25. junija 2014 se pridruži skupini poslanec Roberto Occhiuto, kot namestnik Lorenzo Cesa (Area Popolare.
- 30. septembra 2014 se pridruži skupini poslanec Trifone Altieri, kot namestnik Antonio Leone (Area Popolare).

#### Partito Democratico
- 19. junija 2014 se pridružita skupini poslanca Ferdinando Aiello in Michele Ragosta, prej člana skupine Sinistra Ecologia Libertà.
- 26. junija 2014 se pridruži skupini poslanec Sergio Boccadutri, prej član skupine Sinistra Ecologia Libertà.
- 2. oktobra 2014 se pridružita skupini poslanca Gea Schirò Planeta in Gregorio Gitti prej člana skupine Per l'Italia.
- 12. novembra 2014 se pridruži skupini poslanec Andrea Romano, prej član gruppo Misto.
- 17. novembra 2014 se pridružijo skupini poslanci Titti Di Salvo, Luigi Lacquaniti, Fabio Lavagno, Gennaro Migliore, Martina Nardi, Ileana Cathia Piazzoni, Nazzareno Pilozzi in Alessandro Zan, prej člani komponente Libertà e Diritti - Socialisti europei skupine Misto.
- 18. februarja 2015 se pridružita skupini poslanki Ilaria Carla Anna Borletti Dell'Acqua in Irene Tinagli, prej članici skupine Scelta Civica per l'Italia.
- 25. marca 2015 poslanec Luca Pastorino zapusti skupino, da se pridruži gruppo Misto.
- 1. aprila 2015 se pridruži skupini poslanec Tommaso Currò, prej član gruppo Misto.
- 13. aprila 2015 se pridruži skupini poslanec Alessio Tacconi, prej član  gruppo Misto.
- 30. aprila 2015 se pridruži skupini poslanka Gessica Rostellato, prej članica komponente gruppo Misto Alternativa Libera.
- 4. maja 2015 poslanec Guglielmo Vaccaro zapusti skupino, da se pridruži gruppo Misto.
- 8. maja 2015 poslanec Giuseppe Civati zapusti skupino, da se pridruži gruppo Misto.
- 24. junija 2015 poslanca Stefano Fassina in Monica Gregori zapustita skupino, da se pridružita gruppo Misto.

#### Area Popolare
- 18. novembra 2013 poslanci Angelino Alfano, Gioacchino Alfano, Paolo Alli, Maurizio Bernardo, Dorina Bianchi, Antonino Bosco, Raffaele Calabrò, Luigi Casero, Giuseppe Castiglione, Fabrizio Cicchitto, Enrico Costa, Nunzia De Girolamo, Alberto Giorgetti, Vincenzo Garofalo, Antonio Leone, Beatrice Lorenzin, Maurizio Lupi, Dore Misuraca, Antonino Minardo, Alessandro Pagano, Filippo Piccone, Vincenzo Piso, Sergio Pizzolante, Eugenia Roccella, Barbara Saltamartini, Gianfranco Sammarco, Rosanna Scopelliti, Paolo Tancredi in Raffaello Vignali, člani skupine Il Popolo della Libertà, ustanovijo skupino Nuovo Centrodestra.
- 14. marca 2014 poslanec Alberto Giorgetti zapusti skupino, da se pridruži skupini Forza Italia - Il Popolo della libertà - Berlusconi Presidente.
- 26. septembra 2014 poslanec Antonio Leone preneha s parlamentarnim mandatom, zamenja ga Trifone Altieri, pridruži se skupini Forza Italia - Il Popolo della libertà - Berlusconi Presidente.
- 16. decembra 2014 se pridružijo skupini poslanci Ferdinando Adornato, Paola Binetti, Rocco Buttiglione, Angelo Cera, Gianpiero D'Alia in Giuseppe De Mita, prej člani skupine Per l'Italia - Centro democratico, in poslanec Andrea Causin, prej član skupine Scelta Civica per l'Italia.
- 9. februarja 2015 poslanka Barbara Saltamartini zapusti skupino, da se pridruži gruppo Misto.

#### Movimento 5 Stelle
- 6. junija 2013 poslanca Alessandro Furnari in Vincenza Labriola zapustita skupino in se pridružita gruppo Misto.
- 25. junija 2013 poslanec Adriano Zaccagnini zapusti skupino, da se pridruži gruppo Misto. (106 Člani)
- 27. februarja 2014 poslanca Ivan Catalano in Alessio Tacconi zapustita skupino, da se pridružita gruppo Misto.
- 30. novembra 2014 poslanca Massimo Artini in Paola Pinna zapustita skupino, da se pridružita gruppo Misto.
- 17. decembra 2014 poslanec Tommaso Currò zapusti skupino, da se pridruži gruppo Misto.
- 9. januarja 2015 poslanec Cristian Iannuzzi zapusti skupino, da se pridruži gruppo Misto.
- 27. januarja 2015 poslanci Marco Baldassarre, Sebastiano Barbanti, Eleonora Bechis, Mara Mucci, Aris Prodani, Walter Rizzetto, Gessica Rostellato, Samuele Segoni in Tancredi Turco zapustijo skupino, da se pridružijo gruppo Misto.

#### Lega Norde Autonomie
- 25. marca 2015 poslanci Matteo Bragantini, Roberto Caon ed Emanuele Prataviera zapustijo skupino, da se pridružijo gruppo misto. (17 Člani)
- 31. marca 2015 se pridruži skupini poslanka Barbara Saltamartini, prej članica skupine Misto.
- 1. aprila 2015 poslanec Rudi Franco Marguerettaz zapusti skupino in se pridruži komponenti skupine Misto Minoranze linguistiche.

#### Scelta Civica per l'Italia
- 8. aprila 2013 poslanka Fucsia Nissoli zapusti skupino in se pridruži komponenti gruppo misto Movimento Associativo Italiani all'Estero.
- 10. aprila 2013 se pridruži skupini poslanka Fucsia Nissoli prej članica skupine gruppo misto Movimento Associativo Italiani all'Estero.
- 19. novembra 2013 poslanec Edoardo Nesi zapusti skupino, da se pridruži gruppo misto.
- 10. decembra 2013 poslanci Ferdinando Adornato, Paola Binetti, Rocco Buttiglione, Mario Caruso, Angelo Cera, Lorenzo Cesa, Gianpiero D'Alia, Lorenzo Dellai, Giuseppe De Mita, Federico Fauttilli, Fucsia Fitzgerald Nissoli, Gian Luigi Gigli, Gregorio Gitti, Mario Marazziti, Gaetano Piepoli, Stefano Quintarelli, Domenico Rossi, Milena Santerini, Mario Sberna in Gea Schirò Planeta zapustijo skupino, da se pridružijo Per l'Italia.
- 12. februarja 2014 se pridruži skupini poslanec Giuseppe Stefano Quintarelli, prej član skupinepo Per l'Italia.
- 21. oktobra 2014 poslanec Andrea Romano zapusti skupino, da se pridruži gruppo misto.
- 16. decembra 2014 poslanec Andrea Causin zapusti skupino, da se pridruži gruppo Area Popolare.
- 18. februarja 2015 poslanki Ilaria Carla Anna Borletti Dell'Acqua in Irene Tinagli zapustita skupino, da se pridružito Partito Democratico. (23 članov)
- 25. marca 2015 se pridruži skupini poslanka Paola Pinna, prej članica skupine gruppo misto.
- 1. aprila 2015 se pridruži skupini poslanec Ivan Catalano, prej član skupine gruppo misto.

#### Per l'Italia - Centro Democratico
- 10. decembra 2013 ustanovijo skupino Per l'Italia poslanci Ferdinando Adornato, Paola Binetti, Rocco Buttiglione, Mario Caruso, Angelo Cera, Lorenzo Cesa, Gianpiero D'Alia, Lorenzo Dellai, Giuseppe De Mita, Federico Fauttilli, Fucsia Nissoli, Gian Luigi Gigli, Gregorio Gitti, Mario Marazziti, Gaetano Piepoli, Giuseppe Stefano Quintarelli, Domenico Rossi, Milena Santerini, Mario Sberna in Gea Schirò Planeta, prej člani skupine Scelta Civica per l'Italia.
- 12. februarja 2014 poslanec Giuseppe Stefano Quintarelli zapusti skupino, da se pridruži skupini Scelta Civica per l'Italia.
- 25. junija 2014 poslanec Lorenzo Cesa preneha s parlamentarnim mandatom; nadomesti ga Roberto Occhiuto, pridruži se skupini Forza Italia - Il Popolo della Libertà - Berlusconi presidente.
- 2. oktobra 2014 poslanca Gea Schirò Planeta in Gregorio Gitti zapustita skupino, da se pridružita Partito Democratico.
- 19. novembra 2014 se pridružijo skupini poslanci Roberto Capelli, Carmelo Lo Monte in Bruno Tabacci, prej član komponente gruppo Misto Centro Democratico.
- 16. decembra 2014 poslanci Ferdinando Adornato, Paola Binetti, Rocco Buttiglione, Angelo Cera, Gianpiero D'Alia in Giuseppe De Mita zapustijo skupino, da se pridružijo Area Popolare (NCD-UDC).

#### Gruppo Misto

##### Centro Democratico
- 21. marca 2013 komponento ustanovijo poslanci  Bruno Tabacci, Pino Pisicchio, Carmelo Lo Monte, Roberto Capelli in Aniello Formisano.
- 27. junija 2014 poslanec Pino Pisicchio zapustil komponento.
- 30. oktobra 2014 poslanec Aniello Formisano zapusti komponento.
- 19. novembra 2014 poslanci Roberto Capelli, Carmelo Lo Monte in Bruno Tabacci zapustijo komponento in se pridružijo skupini "Per l'Italia": komponenta preneha obstajati.

##### MAIE - Movimento associativo italiani all'estero-Alleanza per l'Italia(API)
- 21. marca 2013 komponento ustanovijo poslanci Ricardo Antonio Merlo, Renata Bueno in Mario Borghese.
- 8. aprila 2013 se pridruži komponenti poslanka Fucsia Nissoli, prej članica skupine Scelta civica per l'Italia.
- 10. aprila poslanka Fucsia Nissoli zapusti komponento in se pridruži Scelta civica per l'Italia.
- 26. junija 2013 se pridruži komponenti poslanec Franco Bruno.
- 28. junija 2013 spremeni svoje ime iz (MAIE-Movimento Associativo italiani all'estero) v MAIE - Movimento associativo italiani all'estero - Alleanza per l'Italia (API).

##### Minoranze linguistiche
- 21. marca 2013 komponento ustanovijo poslanci Daniel Alfreider, Renate Gebhard, Mauro Ottobre, Albrecht Plangger in Manfred Schullian.
- 1. aprila 2015 se pridruži komponenti poslanec Rudi Franco Marguerettaz, prej član skupine Lega Nord e Autonomie.

##### Partito Socialista Italiano(PSI) -Liberali per l'Italia(PLI)
- L'11. junija 2013 komponento ustanovijo  poslanci Lello Di Gioia, Marco Di Lello, Pia Elda Locatelli in Oreste Pastorelli.
- 20. novembra 2014 se pridružita komponenti poslanca Ivan Catalano in Claudio Fava, prej člana komponente Libertà e Diritti - Socialisti europei (LED).
- 1. aprila 2015 poslanec Ivan Catalano zapusti komponento in se pridruži Scelta Civica per l'Italia.

#### Fratelli d'Italia - Alleanza Nazionale
- 17. marca 2014 il gruppo modifica la propria denominazione (Fratelli d'Italia) in Fratelli d'Italia - Alleanza nazionale.
- 4. marca 2015 poslanec Massimo Enrico Corsaro zapusti skupino, da se pridruži gruppo Misto. (8 članov)

#### Sinistra Ecologia Libertà
- 19. junija 2014 poslanca Ferdinando Aiello in Michele Ragosta zapustita skupino, da se pridružita Partito Democratico. (35 članov)
- 23. junija 2014 poslanci Claudio Fava, Teresa Maria Di Salvo in Ileana Cathia Piazzoni zapustijo skupino, da se pridružijo gruppo Misto. (32 članov)
- 24. junija 2014 poslanci Gennaro Migliore, Fabio Lavagno, Alessandro Zan in Nazzareno Pilozzi zapustijo skupino, da se pridružijo gruppo Misto. (28 članov)
- 26. junija 2014 poslanca Luigi Lacquaniti in Martina Nardi zapustita skupino, da se pridružita gruppo Misto, medtem ko Sergio Boccadutri zapusti skupino, da se pridruži skupini Partito Democratico. (25 članov)
- 14. oktobra 2014 se pridruži skupini poslanec Adriano Zaccagnini prej član gruppo Misto. (26 članov)
- 29. aprila 2015 poslanec Toni Matarrelli zapusti skupino, da se pridruži gruppo Misto. (25 članov)